# Stanley D. Jones
Stanley D. Jones  (n. 1948 ) es un botánico y profesor estadounidense. Trabaja activamente en el Proyecto de Flora centroamericana, siendo Director de Tecnología Hortícola de Texas. Y desarrolla su actividad académica como profesor adjunto en el "Departamento de Botánica, "Kent State University", y también es curador de la Texas A&M University.

## Algunas publicaciones
- ------------, k. l. Von Bargen. 1992. Some physical properties of milkweed pods. Trans. of the Am. Soc. of Agricultural Engineers. 35(1): 243-246

### Libros
- stanley d. Jones, j. k. Wipff, paul m. Montgomery. 1997. Gardening. 404 pp.
- -----------------------, --------------, ---------------------------. 1997. Vascular Plants of Texas. A Comprehensive Checklist Including Synonymy, Bibliography, and Index. Ed. University of Texas Press. 416 pp. ISBN 0292740441 En línea

- La abreviatura «S.D.Jones» se emplea para indicar a Stanley D. Jones como autoridad en la descripción y clasificación científica de los vegetales.[1]